# サターン (ずっと真夜中でいいのに。の曲)
「サターン」は、ずっと真夜中でいいのに。の楽曲。EMI Recordsより2018年11月14日に各音楽配信サービスにてリリースされた。

## 概要
- 前作「雲丹と栗」と同日のリリースとなった。
- 2020年3月6日にYouTubeにてミュージックビデオが公開された。

## 収録アルバム
- 『正しい偽りからの起床』 (#5)
- 『朗らかな皮膚とて不服』(#2)